# Rivelatore a semiconduttore
Un rivelatore di particelle a semiconduttore è un rivelatore di particelle costituito da semiconduttori drogati (usualmente silicio o germanio).
Il suo modo di funzionamento più comune è quello di giunzione p-n polarizzata inversamente, ed assomiglia molto ad un diodo.
I rivelatori a semiconduttore sono stati molto usati dagli anni sessanta per le loro alta risoluzione e velocità. Inoltre grazie alla loro alta densità rispetto a rivelatori come i rivelatori a gas la probabilità di interazione è molto alta e possono essere fabbricati in piccole dimensioni.

## Funzionamento
Nei semiconduttori la banda di conduzione e la banda di valenza sono separate da una piccola energia (a 300K 1.115 eV per il silicio 0.665 eV per il germanio). Quando viene fornita dell'energia gli elettroni nella banda di valenza possono passare nella banda di conduzione, formando una coppia elettrone - lacuna. Questa energia può derivare dall'energia interna, e quindi dalla temperatura del rivelatore, o dall'esterno, come l'interazione con la radiazione da rivelare. Per diminuire la prima componente spesso i rivelatori sono mantenuti in un bagno di azoto a 77 K.
Se si applica una tensione esterna le coppie così formate migrano, gli elettroni verso l'anodo, le lacune verso il catodo. Si forma così una corrente proporzionale al numero di coppie formate e quindi all'energia della particella. Questo modo per raccogliere la carica è inefficiente, a causa della ricombinazione delle coppie. Per questo nel caso più semplice si utilizza una giunzione p-n inversamente polarizzata, che funziona come un diodo. Il vantaggio è di avere una regione di svuotamento, cioè una zona senza portatori di carica maggioritari (elettroni nella banda di conduzione nella zona n, e lacune nella banda di valenza nella zona p). Questa zona è la zona attiva, e la sua larghezza aumenta con la radice della tensione applicata. Spesso si lavora con rivelatori completamente svuotati, ovvero nei quali tutto il volume del rivelatore è attivo per la rivelazione della radiazione. Aumentando ancora la tensione il campo elettrico interno diventa più uniforme. Questa condizione non è sempre raggiungibile perché a tensioni troppo elevate la giunzione inversamente polarizzata conduce (il cosiddetto break-down).

## Tipi di rivelatori
Lo sviluppo dei rivelatori a semiconduttore è stato molto veloce grazie allo sviluppo dell'elettronica basata sui semiconduttori e ha prodotto numerosi tipi di rivelatori diversi, adatti alle più svariate situazioni e spesso sono classificati in base al metodo di fabbricazione o al materiale di cui sono composti.
- Rivelatori a giunzione diffusa
- Rivelatori a barriera superficiale
- Rivelatori ad impiantazione ionica
- Silly e Gelly
- Microstrips
- Rivelatore p-i-n
- Rivelatore a deriva

### Rivelatori al Silicio
La maggior parte dei rivelatori di particelle al silicio sono realizzati drogando sottili strisce di silicio (spesse solitamente circa 100 micrometri), che vengono così trasformate in diodi e, successivamente, polarizzate inversamente. Quando una particella carica attraversa queste strisce, crea delle piccole correnti di ionizzazione che possono essere quindi rivelate e misurate.

### Rivelatori al diamante
I rivelatori a diamante hanno molte somiglianze con i rivelatori di silicio, presentando tuttavia alcuni vantaggi rispetto a questi, in particolare la loro resistenza alle radiazioni e correnti di deriva molto basse. Al momento sono molto più costosi e più difficili da produrre dei rivelatori al silicio.

### Rivelatori al germanio
I rivelatori al germanio sono principalmente utilizzati per la spettroscopia gamma in fisica nucleare, così come per la spettroscopia a raggi x. Mentre i rilevatori al silicio non possono essere più spessi di qualche millimetro, quelli al germanio possono avere un'area attiva spessa nell'ordine dei centimetri, e possono essere quindi utilizzati per misurare l'assorbimento totale di raggi gamma fino a pochi MeV. Il principale svantaggio dei rivelatori al germanio è che devono essere raffreddati a temperature molto basse per produrre dati spettroscopici. Solitamente vengono raffreddati utilizzando azoto liquido.

### Rivelatori al tellururo di cadmio e tellururo di cadmio-zinco
I rivelatori al tellururo di cadmio e al tellururo di cadmio-zinco sono principalmente utilizzati nella spettroscopia a raggi X e nella spettroscopia gamma. L'alta densità di questi materiali fa sì che raggi X e i raggi gamma con energie superiori a 20keV siano attenuati efficacemente e quindi rivelabili, cosa che i rivelatori tradizionali basati su silicio non sono in grado di fare.